# Sydenham (stacja kolejowa)
Sydenham – stacja kolejowa w Londynie, na terenie London Borough of Lewisham, zarządzana i obsługiwana przez London Overground jako część East London Line. Na stacji zatrzymują się również pociągi firmy Southern. W roku statystycznym 2008/09 ze stacji skorzystało ok. 2,222 mln pasażerów.